# Trzaj
Trzáj ali tík je nehoten, ponavljajoč se nagel gib ali zaporedje gibov v področju določene mišične skupine, ki jim tudi pacient ne vidi smisla (npr. mežikanje, hrkanje, zmigovanje z ramenom, vpletanje nesmiselnih besed v govor).
Človek ga navadno doživlja kot neustavljiv, vendar ga za določen čas lahko potlači. Stres oz. okoliščine, ki stopnjujejo tesnobo in napetost stanje poslabšajo, med spanjem pa tiki večinoma prenehajo.
Običajni preprosti motorični trzaji vključujejo mežikanje, sukanje vratu, skomiganje z rameni, pačenje (grimasiranje). Običajni preprosti glasovni tiki pa vključujejo hrkanje, pokašljevanje, smrkanje, sikanje. Običanjni kompleksni tiki vključujejo še udarjanje po sebi, poskakovanje, glasovni pa ponavljanje določenih besed in včasih tudi uporabljanje takih, ki so družbeni nesprejemljive: koprololija (uporaba prostaškega govora) ali pa gre za ponavljanje posameznih glasov ali besed (palilalija).